# Гури (Красноставський повіт)
Гури (пол. Góry) — село в Польщі, у гміні Гожкув Красноставського повіту Люблінського воєводства. Населення — 72 особи (2011).
У 1975—1998 роках село належало до Замойського воєводства.

## Демографія
Демографічна структура станом на 31 березня 2011 року:
|          | Загалом | Допрацездатний вік | Працездатний вік | Постпрацездатний вік |
| -------- | ------- | ------------------ | ---------------- | -------------------- |
| Чоловіки | 29      | 4                  | 22               | 3                    |
| Жінки    | 43      | 6                  | 27               | 10                   |
| Разом    | 72      | 10                 | 49               | 13                   |